# Irina Gaidamaciuc
Irina Victorovna Gaidamaciuc (n. 1972, Niagan, RSFS Rusă, URSS) a fost o criminală în serie din Rusia care a omorât 17 femei în vârstă în Regiunea Sverdlovsk între 2002 și 2010.

## Crimele
Irina se prefăcea că era un asistent social pentru a avea acces în casele oamenilor, apoi omorându-i cu un topor sau un ciocan. Ea fura ce putea din casa victimei. Uneori dădea foc locuinței și făcea astfel încât totul să pară un accident. 
În 2010 ea a încercat să omoare altă bătrână, dar aceasta a scăpat și a raportat-o pe Irina la poliție. Irina Gaidamaciuc a fost prinsă și condamnată la 20 de ani de temniță grea. Ea a spus că a comis crimele pentru a-și câștiga bani de votcă, bani pe care soțul ei refuza să-i dea.